# 西庙牌坊
西庙牌坊，位于中国广东省清远市英德市英城镇李屋村，为清远市英德市的一个市级文物保护单位，类型为古建筑，公布时间为1995年12月。
西庙牌坊的历史年代为清代。